# أم صلال
أم صلال هي مدينة قديمة تقع في قطر تنقسم إلى قسمين «أم صلال علي» و«أم صلال محمد».
تتميز منطقة أم صلال بمعالمها القديمة مثل قلعة أم صلال و«برج برزان». كما أن للمدينة فريق لكرة القدم يحمل اسمها.

## معالم مدينة ام صلال

### قلعة ام صلال
تقع على بعد 20 كم من مدينة الدوحة وتم بناؤها خلال أواخر القرن التاسع عشر وبداية القرن العشرين، وتتميز هذه القلعة بجدرانها السميكة العالية وواجهتها الرائعة. ويمكن العثور داخل القلعة على أمثلة عديدة على العناصر العمرانية والتصميمية.

### بـرج بـرزان
تم تشييد البرج كبرج عسكري للمراقبة، وهو البرج الغربي لبرجين تم بناؤهما حول منطقة أم صلال محمد وقد تم تشييده في أواخر القرن التاسع عشر وهو نموذج فريد لأبراج المراقبة في منطقة الخليج، وهو بناء مستطيل من ثلاث طوابق ودرج خارجي. وقد تم ترميم البرج بشكل كامل.
كما تم ترميم البرج الشرقي أيضا بشكل كامل والذي يتكون أيضا من ثلاث طوايق تشمل القبو والطابق الأوسط والطابق العلوي.